# Xanthaciura biocellata
Xanthaciura biocellata es una especie de insecto del género Xanthaciura de la familia Tephritidae del orden Diptera.

## Historia
Thomson la describió científicamente por primera vez en el año 1869.